# Baltoscandie

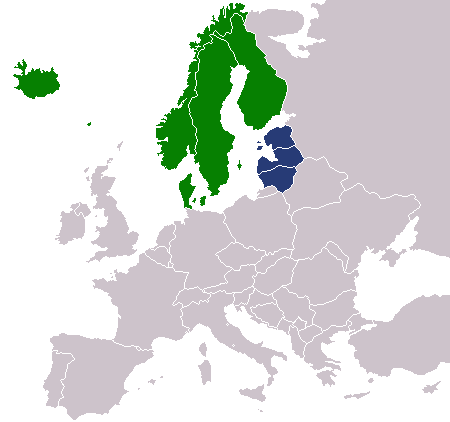
Localisation des pays nordiques et des pays baltes:
Pays nordiques
Pays baltes

La Confédération baltoscandienne, ou Baltoscandie, est un concept géopolitique développé par le Professeur Kazys Pakstas (né le 29 juin 1893; mort le 11 septembre 1960), un scientifique lituanien spécialisé dans la géographie et la géopolitique. L'objectif de ce concept est de « promouvoir l'idée d'une union balto-scandinave regroupant la Suède, le Danemark, la Norvège, l'Islande, la Finlande, l'Estonie, la Lettonie et la Lituanie ».

## Élaboration du concept

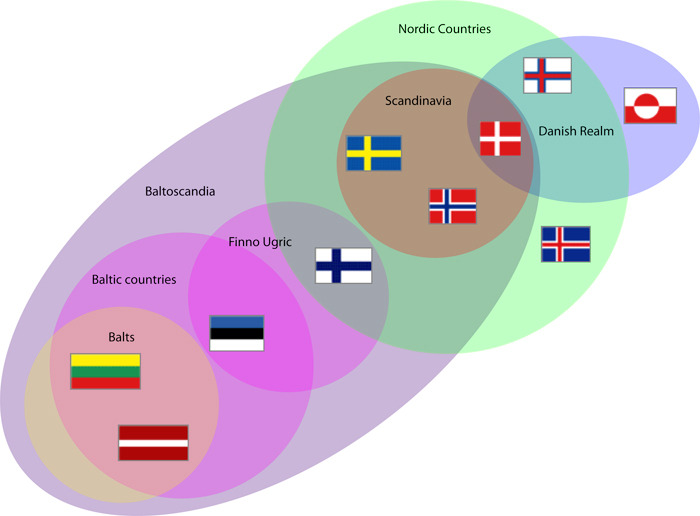
Diagramme d'Euler indiquant les liens entre les différents pays de la Baltoscandie.

Dans son ouvrage The Baltoscandian Confederation, Pakstas rappelle que le terme Baltoscandie a été utilisé pour la première fois par le Professeur Sten de Geer dans un article paru en 1928 intitulé "Geografiska Annaler". Dans ce même ouvrage, le terme Baltoscandie est décliné de différentes manières : géographique, culturelle, économique, politique ou encore militaire. Le Professeur Kazys Pakstas affirma que l'une des manières pour les petites nations de résister à l'influence grandissante des nations plus importantes était de s'unir et de coopérer entre elles. Il précise cependant que cette union n'est envisageable qu'entre des pays de tailles similaires, géographiquement proches, ayant la même religion majoritaire. Le respect et la tolérance étant de son point de vue, aussi des éléments essentiels d'une union réussie.
Dans le cadre de la réorientation de la politique étrangère de la Lituanie vers l'Europe du Nord, réorientation notamment marquée sous la Présidence de la République de Dalia Grybauskaitė, la question de la Confédération Baltoscandienne s'invite de plus en plus régulièrement dans les débats publics du pays.

## Expérimentation
Au début des années 1990, l'Académie de Baltoscandie (Baltoskandijos akademija) fut créé en Lituanie, à Panevėžys. Créée le 17 novembre 1991 en tant qu'institut de recherches scientifiques avec pour mission de travailler autour des liens politiques, historiques et culturels entre la Scandinavie et les pays baltes. L'objectif affiché est de « développer et multiplier les liens entre les pays et les nations de la région de Baltoscandie, et d'intégrer la culture lituanienne dans l'espace culturel de Baltoscandie" ». Le centre a été fermé en 2009 car la municipalité, assurant jusqu'alors le financement de la structure, a redéfini ses priorités et estimé que l'académie n'entrait plus dans le cadre de son périmètre.
Les principales activités du centre étaient :
- Organiser des conférences et des séminaires
- Célébrer les fêtes d'indépendances de chaque pays baltes et scandinaves
- Publier un bulletin d'information intitulé "Baltoskandija"
- Créer une bibliothèque
- Créer un musée
- Créer un centre d'information

### Autres termes
NB8 - États baltes et nordiques. N pour Nordique, B pour Balte et 8 pour le nombre de pays concernés (Estonie, Lituanie, Lettonie, Islande, Norvège, Danemark, Finlande et Suède)